# Beregovaja ochrana
La Guardia costiera russa (in russo Береговая охрана?, Beregovaja ochrana) è la componente navale della Guardia di frontiera dell'FSB russa. Lo scopo della formazione della Guardia costiera russa è quello di creare un moderno sistema completo e multifunzionale per la protezione degli interessi nazionali della Russia nell'area di confine (costa, acque interne), nella zona economica esclusiva e sulla piattaforma continentale della Russia, tenendo conto dei cambiamenti in corso nella vita politica, economica e sociale nel paese e fornendo condizioni favorevoli per l'attuazione di attività legali economiche, di pesca e di altro tipo nella zona di frontiera marittima della Russia.
Attualmente, la Guardia costiera fa parte della Guardia di frontiera nell'ambito del Servizio federale per la sicurezza della Federazione Russa (in russo Береговая охрана Пограничной службы ФСБ России?, Beregovaja ochrana Pograničnoj služby FSB Rossii).

## Storia

### Unità marine delle truppe di frontiera russe
Dopo la fine della Seconda guerra mondiale nel 1945, le unità marine delle truppe di frontiera sovietiche effettuarono la protezione dei confini marittimi dell'Unione Sovietica fino al suo crollo.
In diversi periodi del 1945-1957 le truppe di frontiera furono incluse nella struttura delle varie forze dell'ordine dell'Unione Sovietica: NKVD, MGB, MVD. Nel 1957, le unità marine delle truppe di frontiera, insieme al resto delle unità di frontiera, entrarono a far parte del Comitato per la sicurezza dello Stato sotto il Consiglio dei ministri dell'URSS, che nel 1978 fu trasformato in un comitato statale indipendente – Sicurezza dello Stato dell'URSS Comitato (KGB dell'URSS).
Il 22 ottobre 1991 il KGB dell'URSS è stato abolito, sulla base delle sue precedenti strutture, sono stati creati 3 dipartimenti separati: il Servizio di sicurezza inter-repubblicano, il Servizio di intelligence centrale e il Comitato per la protezione del confine di Stato di l'URSS. Quest'ultimo è responsabile del trasferimento dei poteri per la protezione del confine di stato, in relazione al quale le Truppe di frontiera (e, di conseguenza, le unità Marine che ne fanno parte) vengono trasferite alla sua subordinazione.
Il 28 ottobre 1992, con decreto del Presidente della Federazione Russa n. 1309 è stato abolito il Comitato per la protezione del confine di Stato dell'URSS, in base al quale le truppe di frontiera, insieme alle loro unità navali, sono state trasferito alla subordinazione del Ministero della sicurezza della Federazione Russa (MBRF) costituita il 24 gennaio 1992.
Il 12 giugno 1992, le truppe di frontiera della Federazione Russa si sono formate sulla base dell'ex Comitato per la protezione del confine di Stato e delle truppe ad esso subordinate, mentre le unità marittime di frontiera le truppe della Federazione Russa sono una delle loro componenti.
Il 21 dicembre 1993 è stato abolito il MBRF, sulla base del quale è stato creato il Servizio federale di controspionaggio della Federazione Russa, mentre il 30 dicembre 1993, sulla base delle truppe di frontiera e dei loro organi di controllo, è stato istituito un organo esecutivo federale indipendente creato: il Servizio federale di frontiera – Comando principale delle truppe di frontiera della Federazione Russa (FPS – Glavkomat).

### Forze marittime delle truppe di frontiera russe
Il 30 dicembre 1994, il FPS – Glavkomat è stato ribattezzato Servizio federale di frontiera della Federazione Russa (FPS). Allo stesso tempo, le unità marine iniziarono a essere ufficialmente chiamate forze marittime delle truppe di frontiera russe.

### Guardia marittima
Il 29 agosto 1997, in conformità con il decreto del Presidente della Federazione Russa n. 950 "Sulle misure per garantire la protezione delle risorse biologiche marine e il controllo statale in quest'area", sulla base delle forze marittime delle truppe di frontiera, nonché il personale e i mezzi materiali e tecnici dell'ufficio centrale e degli organismi regionali di protezione della pesca del Ministero dell'agricoltura e dell'alimentazione della Federazione Russa, la Guardia marina del Servizio federale di frontiera della Federazione Russa è costituita come parte dell'FPS russa. Da questo periodo, oltre alla difesa dei confini idrici del Confine di Stato della Federazione Russa, è stato assegnato il compito di proteggere le risorse biologiche acquatiche nelle acque marine interne, nonché nel Mar Caspio e nel Mare d'Azov. Nell'ambito del Servizio federale di frontiera della Russia, viene formato un organo di gestione della guardia marittima: il Dipartimento della guardia marittima.
Il 1 luglio 2003 il Servizio federale di frontiera della Federazione Russa viene abolito e le sue funzioni vengono trasferite alla giurisdizione del Servizio di frontiera istituito dallo stesso decreto nell'ambito del Servizio federale per la sicurezza della Federazione Russa. Per organizzare le attività della struttura di nuova creazione, viene formato il Dipartimento organizzativo del servizio di frontiera dell'FSB russa, all'interno del quale, sulla base dell'ex Dipartimento marittimo, è organizzata la Direzione marittima dell'FSB russa: il controllo corpo della Guardia marittima della Guardia di frontiera dell'FSB russa.

### Guardia costiera
Il 20 luglio 2004, sulla base della Guardia marittima dell'FSB russa, è stata costituita la Guardia costiera della Guardia di frontiera dell'FSB russa. Nel Dipartimento organizzativo dell'FSB russa, l'ex Direzione marittima è stata riorganizzata nella Direzione della guardia costiera del servizio di frontiera dell'FSB russa.
Il 20 agosto 2007, la Direzione della guardia costiera è stata riorganizzata nel Dipartimento della guardia costiera del servizio di frontiera dell'FSB russa.
Attualmente, il personale principale della Guardia costiera, così come tutte le agenzie di frontiera dell'FSB russa, sono militari che prestano servizio militare sotto contratto, ad eccezione degli organi  composti da funzionari del governo federale e personale civile.

## Addestramento
L'Istituto della Guardia costiera dell'FSB russa situato ad Anapa è stato fondato nel 2007. I cadetti studiano per 4 anni.

## Equipaggiamento
La Guardia di frontiera russa, parte integrante dell'FSB, dispone di una notevole capacità di combattimento con una sua componente navale, la Guardia costiera, che utilizza anche l'aviazione dell'FSB russa.

### Aerei
I mezzi aerei utilizzati dal Servizio sono:
- Antonov An-26
- Antonov An-72
- Ilyushin Il-76

### Elicotteri
- Mil Mi-8
- Kamov Ka-27PS

### Navi
Le unità navali sono:
- fregate: 2 classe Nerej[2]
- corvette: 12 classe Grisha II
- pattugliatori di frontiera: 27 – varie classi
- pattugliatori di frontiera rompighiaccio: 6 classe Ivan Susanin
- motovedette di frontiera: 66
- imbarcazioni fluviali: 22

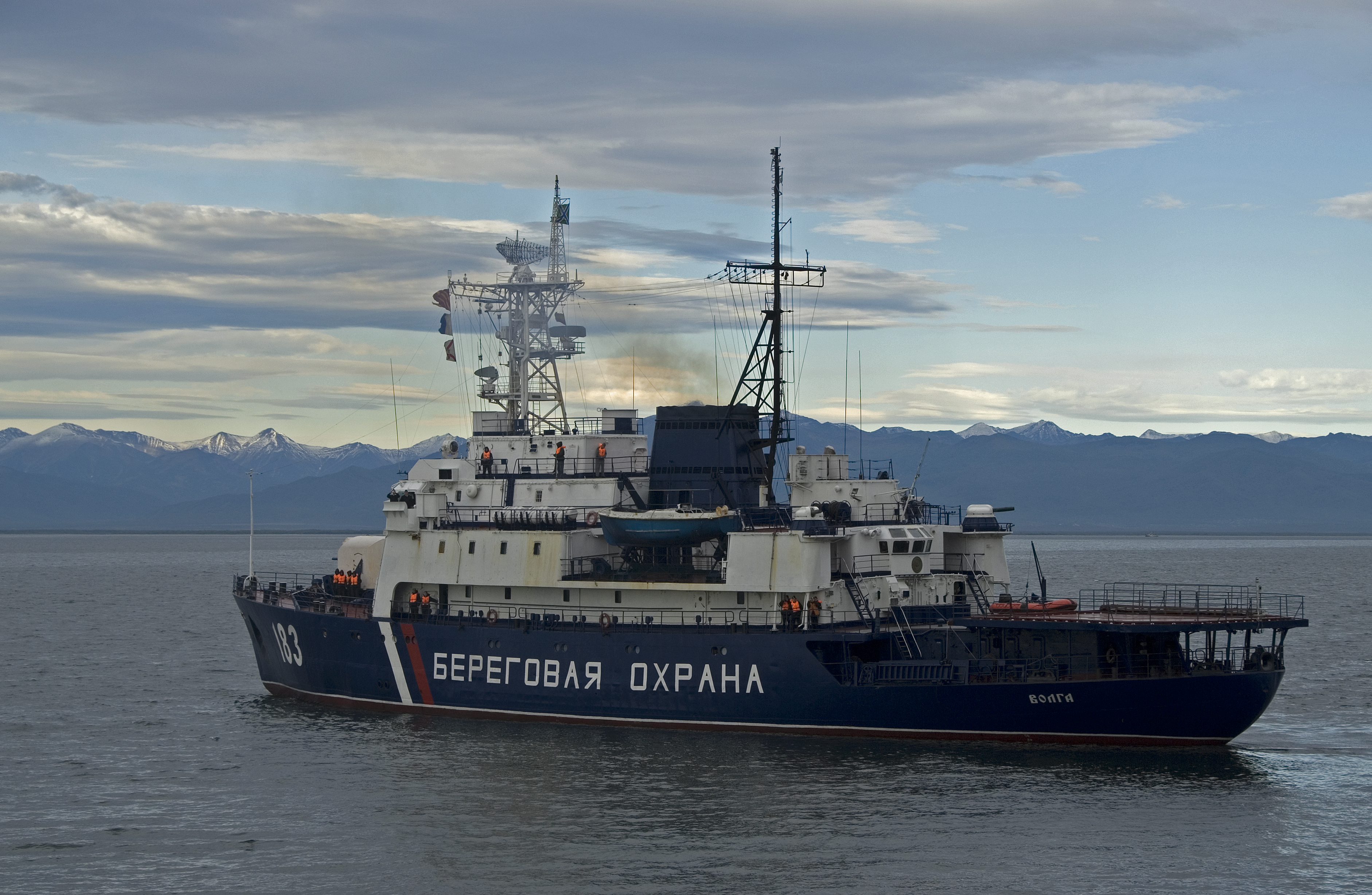
Il pattugliatore di frontiera Volga della classe Ivan Susanin in rada a Petropavlovsk-Kamčatskij nel 2007
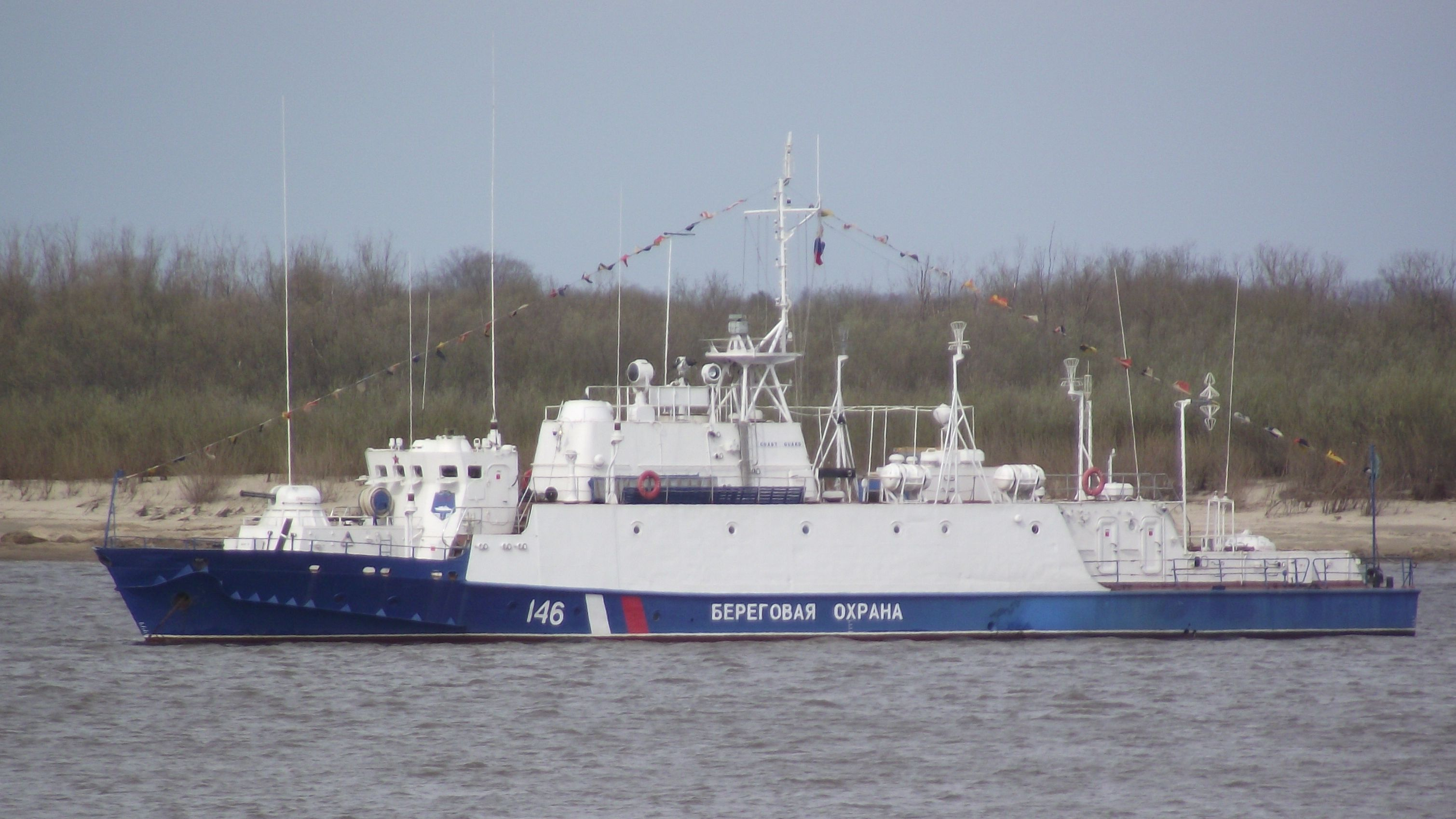
Il pattugliatore di frontiera PSKR-54 della classe Piyavka sul fiume Amur nel 2011
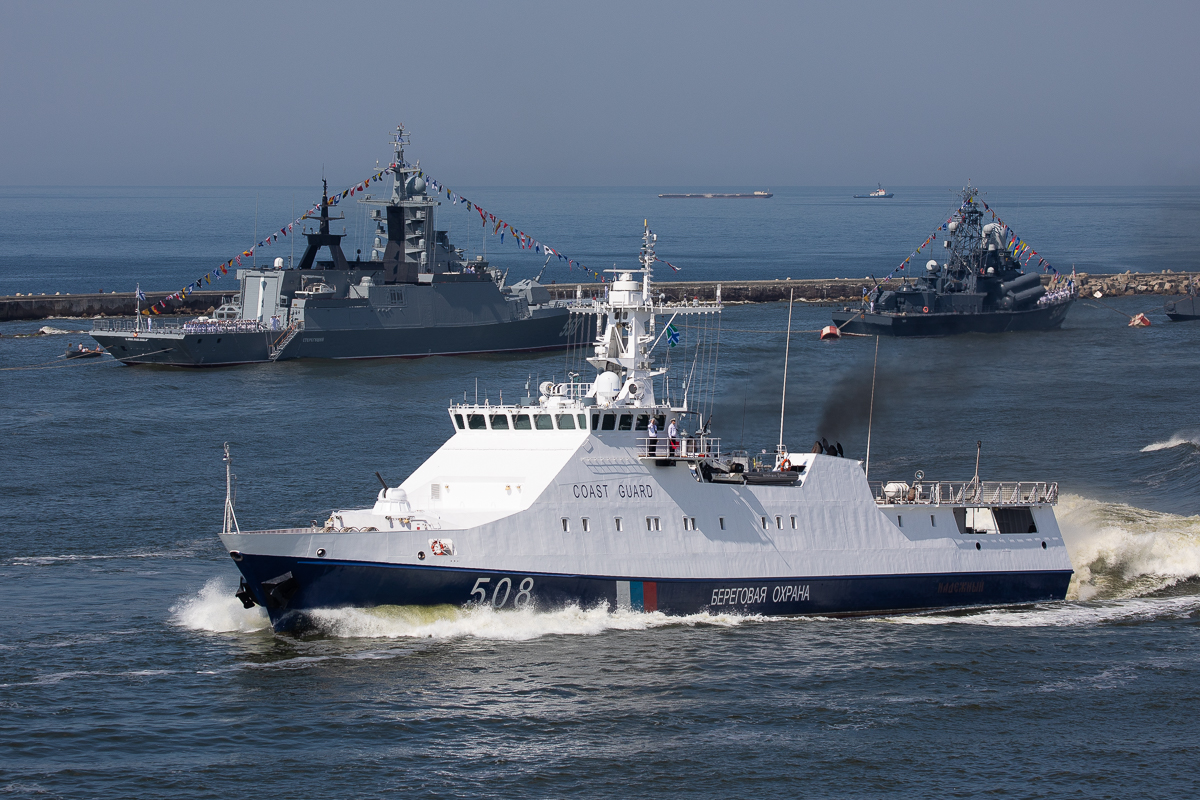
Il pattugliatore di frontiera Nadëžnyj della classe Rubin durante la rivista navale in occasione della Giornata della Marina Militare russa a Baltijsk nel 2018
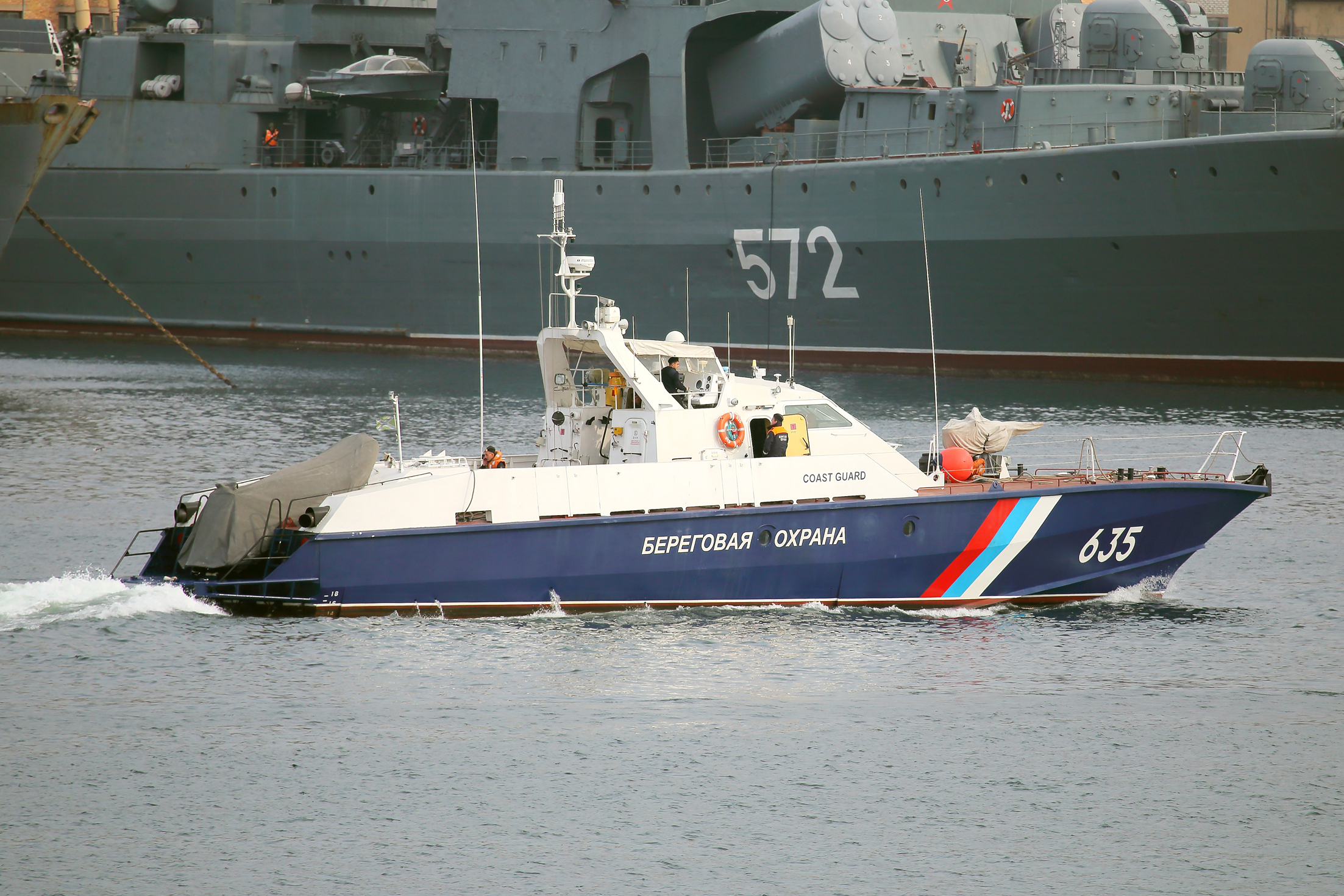
La motovedetta di frontiera PSKA-310 della classe Sobol nella baia Zolotoj Rog a Vladivostok nel 2014
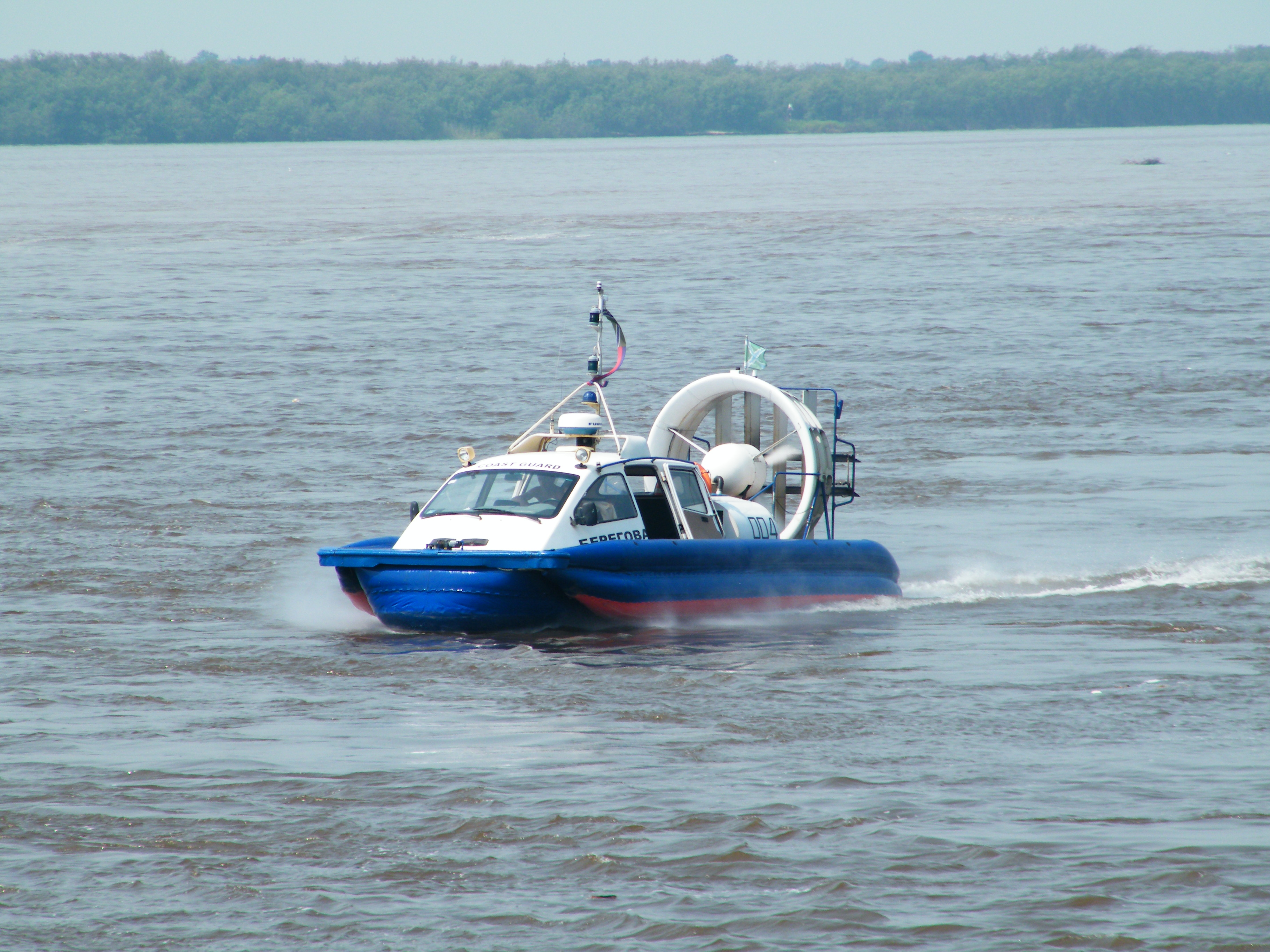
Un hovercraft da pattugliamento della Guardia costiera russa (una motovedetta di frontiera della classe Mars-700) in navigazione sul fiume Amur nel 2012